# Phyllops falcatus
Phyllops falcatus es una especie de murciélago de la familia Phyllostomidae. Se trata del único representante actual del género Phyllops, que también contiene otras dos especies extintas, P. silvai y P. vetus.

## Distribución geográfica
Se encuentra en las Islas Caimán, Cuba, la República Dominicana y Haití.